# Hwasong-14
Hwasong-14 je interkontinentalni balistički projektil (ICBM) sjevernokorejskog razvoja. U NATO- u se naziva KN-20.

## Razvoj
Hwasong-14 je prvi put predstavljen na vojnoj paradi 2011. godine. Lansiran je prvi put na probnom letu u srpnju 2017. godine. s raketnog mjesta u Sjevernoj Koreji. Popeo se na visinu od oko 2802  km i preletio oko 900 km istočno, gdje je potonuo u Japansko more. Projektil nije bio opremljen bojevom glavom.
U srpnju 2017. uslijedio je još jedan test navodnog Hwasong-14. Raketa je popela na 3.700 km visine prije pada u Japansko more. Hipotetski, to sada rezultira rasponom do 10.700 k  za optimalnu, ravniju putanju, koji bi dosegao zapadnu obalu SAD-a. Ako se također uzme u obzir rotacija Zemlje koja povećava domet s putanjom prema istoku, odredišta izvan zapadne obale SAD-a, poput Chicaga i vjerojatno New Yorka, također bi bila zamisliva.

## Tehnologija
Nema naznaka o različitim letnim performansama dviju raketa, pretpostavlja se da je u prvom stupnju u prvom testu korištena raketa s dva motora. U drugom pokušaju možda je korišten prvi stupanj s četiri motora. Oznaka ove daljnje rakete za sada je nejasna.
Sjeverna Koreja obično izvodi raketne testove vrlo strmo, vjerojatno kako bi izbjegla prelijetanje drugih zemalja i moguće vojne reakcije.
Malo se zna o konfiguraciji Hwasong-14. To je dvostupanjska raketa, vjerojatno daljnji razvoj Hwasong-13 ili Hwasong -12.
Mobilni sustav smješten je na terenskom kamionu WS51200 -16×12, što ga čini brzim za postavljanje i teškim za lociranje. Preventivno uništavanje stoga nije pouzdano moguće.